# Aleksa Todor Skalovski
Aleksa Todor Skalovski (Tetovo, 26. siječnja 1909. – Skopje, 1. srpnja 2004.), makedonski skladatelj i dirigent.
Sudionik Narodno-oslobodilačke borbe. Jedan od organizatora muzičkog života Makedonije. Osnivač prvog makedonskog državnog simfonijskog orkestra, 1945. – 1948. glavni urednik Radio Skopja i šef dirigent Radioorkestra; 1948. – 1954. direktor i dirigent skopske Opera, od 1954. direktor i dirigent Filharmonije SR Makedonije. Komponirao pretežno vokalna djela.

## Djela
- kantata II Oktobar
- suita Baltepe
- Makedonsko oro
- 2 rapsodije
- Zalez
- Veličanija (na temu Jovana Kukuzela)
- Prispivna pesma